# Deathrealm Award
Der Deathrealm Award war ein amerikanischer Literaturpreis, der in den Jahren 1995 und 1996 von den Lesern der Zeitschrift Deathrealm für Werke aus dem Bereich der Horrorliteratur vergeben wurde. Die Preise wurden bei der World Horror Convention vergeben.
Preisträger waren:
1995
- Roman: Kathe Koja: Strange Angels
- Kurzgeschichte: Jeffrey Osier: Driftglider
- Sammlung: Gene Wolfe: Bibliomen
- Anthologie: Karl Edward Wagner (Hrsg.): The Year's Best Horror Stories: XXII
- Künstler: Alan M. Clark
- Magazin (fiction): Kenneth Abner (Hrsg.): Terminal Fright
- Zeitschrift (non-fiction): Peter Enfantino & Robert Morrish (Hrsg.): The Scream Factory

1996
- Roman: Lucy Taylor: The Safety of Unknown Cities
- Kurzgeschichte: Harlan Ellison: Chatting with Anubis
- Sammlung: Tom Piccirilli: Pentacle
- Anthologie: Nancy A. Collins, Edward E. Kramer & Martin H. Greenberg (Hrsg.): Dark Love
- Künstler: Chad Savage
- Zeitschrift: Rod Heather (Hrsg.): Lore